# Matalobos
Matalobos va ser una sèrie gallega, emesa a la TVG des del 13 d'abril de 2009 fins al 15 de gener de 2013 i produïda per Voz Audiovisual. La trama girava al voltant de diverses famílies relacionades amb el narcotràfic que residien a la vila de Sardiñeira. Els exteriors eren gravats a la ciutat de La Corunya i voltants, com la parròquia de Sigrás (Cambre) o el centre penitenciari de Teixeiro. ha estat emesa també per Aragón TV i algunes emissores americanes.

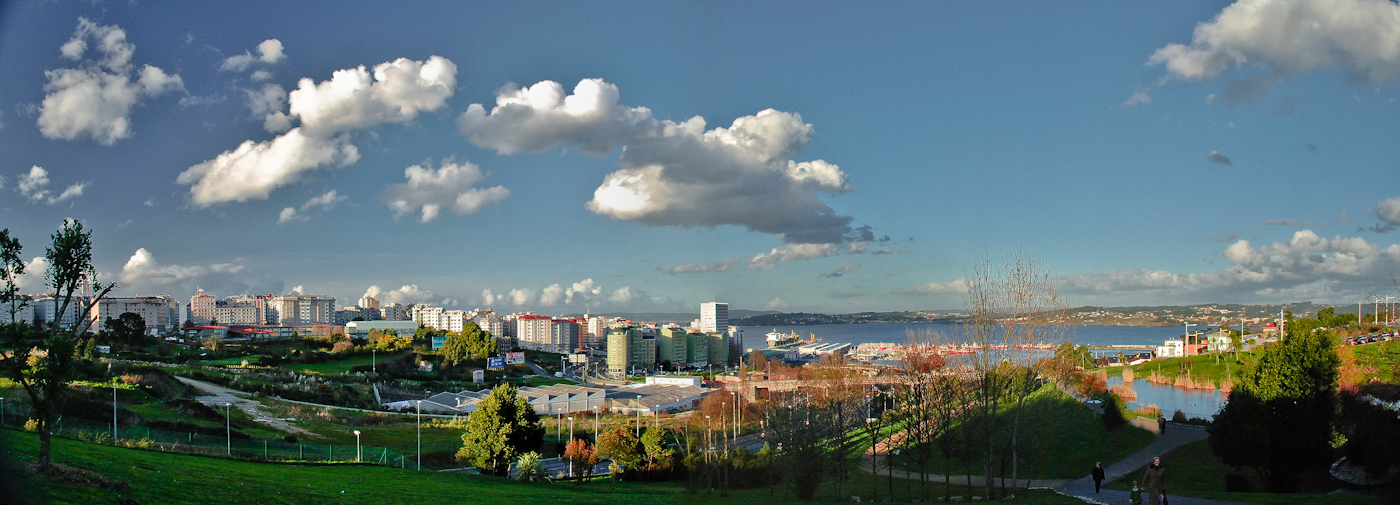
La Corunya, ciutat on es van rodar els exteriors de la sèrie, amb el nom de Sardiñeira.

## Característiques
Els capítols van ser dirigits per Toño López, Jorge Saavedra, Marta Piñeiro i Judas Diz amb guions de Carlos Portela, Víctor Sierra, José Rubio, Alberto Guntín, Benigne López, Daniel D. García, Roberto G. Méndez i Alba Varela i amb Iago García, Xabier Deive i Camila Bossa entre els protagonistes.
En un inici es va emetre en les nits dels dilluns (en substitució de Padre Casares), i els dimarts.
La primera temporada, de 22 episodis, es va emetre entre gener i juny de 2009, aconseguint situar-se en el tercer lloc de la classificació dels programes gallecs més vists, per darrere de Padre Casares i Libro de familia, ja que va repetir amb la 2a temporada (2009-10), de 26 capítols, i que es va emetre entre gener i juny de 2010, apareixent els dimarts a la nit. La 3a temporada (2011), de 13 capítols, es va emetre entre octubre i desembre de 2011. La 4a temporada (2012), de 13 capítols, es va emetre entre gener i abril de 2012. La 5a i última temporada (2012/13), de 13 capítols, va ser emesa entre octubre de 2012 i gener de 2013.

## Repartiment

### Principal
- Luís Iglesia (Carmelo Matalobos Torreiro)
- Carolina Vázquez (Bárbara Juve Boedo)
- María Mera (Vanesa Viaño Ugarte)
- Mariana Expósito (Xulia Gómez)
- Mónica Camaño (Fiscal Olaia Mosteiro Losada)
- Isabel Naveira (Tenente Eva Seijas)
- Manuel Cortés (Capitán Ernesto Ferreiro)
- Saamira Ganay (Cabo Otero)
- Alfonso Agra (Díaz)
- Monti Castiñeiras (Darío Vargas)

### Abandonaren
- Fernando Morán (Arturo Campos Ulloa, falecido no capítulo 22)
- Daniel Lago Barreiro (Iván Matalobos Juve, falecido no capítulo 28)
- Mighello Blanco (Sarxento Rafael Ferreira Lagares, falecido no capítulo 37)
- Xosé Barato (Pedro Beira Martínez)
- Iago García (Capitán Marcos Matalobos Torreiro, falecido no capítulo 48)
- María Tasende (Sara Campos Valiño, falecida no capítulo 48)
- Marcos Viéitez (Lino Acevedo Lago, falecido no capítulo 57)
- Xabier Deive (Diego Dourado Fontán, falecido no capítulo 61)
- Camila Bossa (Adriana Calderón Arango, falecida no capítulo 61)
- Ricardo de Barreiro (Mateo Veloso García, falecido no capítulo 67)
- Marcos Orsi (Manuel "Zico" Gonçalves da Silva, falecido no capítulo 72)
- Olalla Salgado (Sarxento Alba Varela, faise pasar por Irene Sampedro Lareo, falecida no capítulo 73)
- Antonio Mourelos (Capitán Santiago Táboas Freire, falecido no capítulo 74)
- Salvador del Río (Pepe Viaño Senra)
- Rebeca Montero (Lola Ugarte Pereira)
- Artur Trillo (Lois Piñeiro Portela)
- Nuncy Valcárcel (Claudia Matalobos Torreiro)
- Milo Taboada (Sarxento Xan Cartelle Sáez)
- Luis Zahera (Comisario Alberto Guzmán, alias "Aníbal")
- Luísa Merelas (Carme Torreiro Folgar, falecida no capítulo 75)
- Daniel Currás (Pablo Aldariz "Pincho", falecido no capítulo 81)
- Maxo Barjas (Belén Oporto, falecida no capítulo 84)
- Santi Romay (Antón Iglesias, falecido no capítulo 86)
- Manuel Regueiro (Esteban Garrido Santos, falecido no capítulo 87)

### Episòdic
- Vicente de Souza (Gumersindo "Sindo" Veloso, falecido no capítulo 3)
- Rubén Riós (Salvador "Salva" Caaveiro)
- Sabela Gago (María)
- Rosa Álvarez (Milagros)
- Carlos Sante Varela (Víctor, falecido no capítulo 6)
- Guillermo Carbajo (Carlos)
- Josito Porto (Luís)
- Santi Prego (Fernando Otero)
- José Luis López Sacha (Milucho "O Roxo")
- Álex Quiroga (Néstor García, falecido no capítulo 14)
- Eduardo Alberto Rodríguez Cunha "Tatán" (Clemente)
- César Cambeiro (Miguel Saavedra)
- Mariana Carballal (Virxinia)
- Victoria Pérez (Paula)
- Xaquín Domínguez (Ramón)
- Carlos Fernández (Nano)
- Manuel Lourenzo (Xosé Louro, falecido no capítulo 26)
- Nerea Barros (Sandra)
- Nekane Fernández (Natalia)
- Brais Abad (Xurxo, falecido no capítulo 31)
- Pepe Penabade (Braulio)
- Déborah Vukusic (Rebeca)
- Roberto Leal (Paco)
- Marcos Correa (Xulio Barreiro)
- Marta Larralde (Raquel)
- Alberto Rolán (Tino)
- Domingo Rey (Don Gabriel)
- Sergio Zearreta (Xabier "Xabi" Baliño, falecido no capítulo 41)
- Rubén Mascato (Carlos Mahía, falecido no capítulo 43)
- Xan Cejudo (Teodoro Seijas, falecido no capítulo 44)
- Orlando Valenzuela (Mario Buendía)
- Xacobo Prieto (Bastida)
- Xavier Estévez (Tenente Rubén Cardia)
- Evaristo Calvo (Fiscal Martín Bueno)
- Xosé Manuel Olveira "Pico" (Xuíz Landrobe)
- Federico Pérez (Ricardo Loureiro)
- Fernando Tato (Cao)
- Xoel Yáñez (Suso)
- Uxía Gonzalvo (Bea)
- Samuel Blanco (Borja de la Fuente)
- Mario Bolaños (Beltrán)
- Xoel Fernández (Iago Iglesias, falecido no capítulo 62)
- Pepo Suevos (Pablo Couto Fernández, "O Ruso", falecido no capítulo 63)
- Nuria Guyón (Marta Ulloa)
- Paloma Ruiz de Alda (Katya)
- Antonio Durán "Morris" (Preso en illamento)
- César Goldi (Nico)
- Paulo Serantes (Dani Castelo)
- Iván Marcos (Méndez, falecido no capítulo 74)
- Sabela Arán (Camila Dubra, falecida no capítulo 75)
- Antón Belmonte (Breixo)
- Abigail Montiel (Garda Laura Ríos)
- Pablo Pose (Garda Pedro San Martín)
- Jorge Ricoi (Ignacio Rubín)
- Yelena Molina (Loli, falecida no capítulo 79)
- Xoán Carlos Mejuto (Tomé, falecido no capítulo 85)
- Pepe Barreira (Pepe Neira, falecido no capítulo 85)
- Joshua McCarey (Dirk Schooier)
- Lola Pérez (Lesta)

## Capítols i audiències
| PRIMERA TEMPORADA  |                                   |                                 |         |        |
| 1                  | "Un vencello para toda a vida"    | Dilluns, 13 d'abril de 2009     | 250.000 | 24,1%  |
| 2                  | "O negocio familiar"              | Dimarts, 14 d'abril de 2009     | 238.000 | 21,7%  |
| 3                  | "Pecados"                         | Dilluns, 20 d'abril de 2009     | 302.000 | 31,4%  |
| 4                  | "Dentro"                          | Dimarts, 21 d'abril de 2009     | 206.000 | 22,1%  |
| 5                  | "Irmán meu"                       | Dilluns, 27 d'abril de 2009     | 223.000 | 22,6%  |
| 6                  | "O Canario"                       | Dimarts, 28 d'abril de 2009     | 172.000 | 16,2%  |
| 7                  | "Retribución"                     | Dilluns, 4 de maig de 2009      | 204.000 | 21,6%  |
| 8                  | "Indecisión"                      | Dimarts, 5 de maig de 2009      | 190.000 | 19,9%  |
| 9                  | "Baixo o mesmo teito"             | Dilluns, 11 de maig de 2009     | 201.000 | 20,4%  |
| 10                 | "A confidente"                    | Dimarts, 12 de maig de 2009     | 206.000 | 19,3%  |
| 11                 | "A do marisco"                    | Dilluns, 18 de maig de 2009     | 210.000 | 21,6%  |
| 12                 | "Un na estrada"                   | Dimarts, 19 de maig de 2009     | 212.000 | 20,9%  |
| 13                 | "O home que veu de Colombia"      | Dilluns, 25 de maig de 2009     | 213.000 | 20,3%  |
| 14                 | "Guerra aberta"                   | Dimarts, 26 de maig de 2009     | 190.000 | 18,3%  |
| 15                 | "E máis nada que a verdade"       | Dilluns, 1 de juny de 2009      | 109.000 | 15,2%  |
| 16                 | "Sacrificios"                     | Dimarts, 2 de juny de 2009      | 194.000 | 19,1%  |
| 17                 | "Asuntos internos"                | Dilluns, 8 de juny de 2009      | 232.000 | 20,3%  |
| 18                 | "Saldar contas"                   | Dimarts, 9 de juny de 2009      | 234.000 | 20,2%  |
| 19                 | "Cara adiante"                    | Dilluns, 15 de juny de 2009     | 237.000 | 22,2%  |
| 20                 | "Sen saída"                       | Dimarts, 16 de juny de 2009     | 224.000 | 21,7%  |
| 21                 | "Estrañas alianzas"               | Dilluns, 22 de juny de 2009     | 225.000 | 22,6%  |
| Especial           | "O sumario"                       | Dimarts, 23 de juny de 2009     | 131.000 | 18,3%  |
| 22                 | "Todo en orde"                    | Dilluns, 29 de juny de 2009     | 215.000 | 21,2%  |
| SEGONA TEMPORADA   |                                   |                                 |         |        |
| 23                 | "Entre a vida e a morte"          | Dimarts, 5 de gener de 2010     | 165.000 | 17,9%  |
| 24                 | "Paradoiro descoñecido"           | Dimarts, 12 de gener de 2010    | 176.000 | 16,3%  |
| 25                 | "Débedas herdadas"                | Dimarts, 19 de gener de 2010    | 170.000 | 14,5%  |
| 26                 | "A vella escola"                  | Dimarts, 26 de gener de 2010    | 140.000 | 13,6%  |
| 27                 | "Saír adiante"                    | Dimarts, 2 de febrer de 2010    | 170.000 | 16,1%  |
| 28                 | "Fráxiles lealdades"              | Dimarts, 9 de febrer de 2010    | 193.000 | 17,3%  |
| 29                 | "Punto e á parte"                 | Dimarts, 16 de febrer de 2010   | 148.000 | 13,5%  |
| 30                 | "Novos horizontes"                | Dimarts, 23 de febrer de 2010   | 167.000 | 15,7%  |
| 31                 | "Dous son multitude"              | Dimarts, 2 de març de 2010      | 167.000 | 15,0%  |
| 32                 | "Principios e finais"             | Dimarts, 9 de març de 2010      | 198.000 | 19,2%  |
| 33                 | "Aires de cambio"                 | Dimarts, 16 de març de 2010     | 205.000 | 20,1%  |
| 34                 | "Separación de bens"              | Dimarts, 23 de març de 2010     | 164.000 | 16,8%  |
| 35                 | "Billete de ida"                  | Dimarts, 30 de març de 2010     | 151.000 | 14,9%  |
| 36                 | "Non hai trato"                   | Dimarts, 6 d'abril de 2010      | 168.000 | 15,7%  |
| 37                 | "Obrigadas despedidas"            | Dimarts, 13 d'abril de 2010     | 191.000 | 18,6%  |
| 38                 | "Segredo de confesión"            | Dimarts, 20 d'abril de 2010     | 181.000 | 17,1%  |
| 39                 | "Rehabilitacións e reconquistas"  | Dimarts, 27 d'abril de 2010     | 202.000 | 19,8%  |
| 40                 | "Dereito á intimidade"            | Dimarts, 4 de maig de 2010      | 154.000 | 14,7%  |
| 41                 | "A cada pecado, a súa penitencia" | Dimarts, 11 de maig de 2010     | 171.000 | 17,0%  |
| 42                 | "O xogo do dominó"                | Dimarts, 18 de maig de 2010     | 235.000 | 21,7%  |
| 43                 | "72 horas"                        | Dimarts, 25 de maig de 2010     | 202.000 | 18,2%  |
| 44                 | "Coas dúas mans dereitas"         | Dimarts, 1 de juny de 2010      | 201.000 | 18,3%  |
| 45                 | "O monstro interior"              | Dimecres, 9 de juny de 2010     | 190.000 | 18,1%  |
| 46                 | "Xustiza"                         | Dimarts, 15 de juny de 2010     | 216.000 | 19,6%  |
| 47                 | "Sen acritude"                    | Dimarts, 22 de juny de 2010     | 226.000 | 21,8%  |
| 48                 | "Todo ten consecuencias"          | Dimarts, 29 de juny de 2010     | 198.000 | 20,0%  |
| TERCERA TEMPORADA  |                                   |                                 |         |        |
| 49                 | "Todo segue igual"                | Dimarts, 4 d'octubre de 2011    | 176.000 | 15,5 % |
| 50                 | "Inimigos do leste"               | Dimarts, 11 d'octubre de 2011   | 198.000 | 20,0%  |
| 51                 | "Para os nenos de Colombia"       | Dimarts, 18 d'octubre de 2011   | 170.000 | 15,2%  |
| 52                 | "Convivencia pacífica"            | Dimarts, 25 d'octubre de 2011   | 211.000 | 19,0%  |
| 53                 | "Nais e fillos"                   | Dimarts, 1 de novembre de 2011  | 182.000 | 17,3%  |
| 54                 | "Envíos urxentes"                 | Dimarts, 8 de novembre de 2011  | 209.000 | 18,2%  |
| 55                 | "Volve a casa"                    | Dimarts, 15 de novembre de 2011 | 201.000 | 17,5%  |
| 56                 | "En quen confiar?"                | Dimarts, 22 de novembre de 2011 | 189.000 | 16,7%  |
| 57                 | "Os sacrificados"                 | Dimarts, 29 de novembre de 2011 | 159.000 | 14,9%  |
| 58                 | "Causa aberta"                    | Dimarts, 6 de desembre de 2011  | 141.000 | 13,3%  |
| 59                 | "Só negocios"                     | Dimarts, 13 de desembre de 2011 | 190.000 | 18,2%  |
| 60                 | "Nada que perder"                 | Dimarts, 20 de desembre de 2011 | 189.000 | 17,4%  |
| 61                 | "Inimigos íntimos"                | Dimarts, 27 de desembre de 2011 | 169.000 | 14,6%  |
| QUARTA TEMPORADA   |                                   |                                 |         |        |
| 62                 | "Afundidos"                       | Dimarts, 3 de gener de 2012     | -       | -      |
| 63                 | "Acurralado"                      | Dimarts, 10 de gener de 2012    | 175.000 | 15,2%  |
| 64                 | "Promesas do leste"               | Dimarts, 17 de gener de 2012    | -       | -      |
| 65                 | "Baixo terra"                     | Dimarts, 24 de gener de 2012    | 160.000 | 14,2%  |
| 66                 | "Os tempos están cambiando"       | Dimarts, 31 de gener de 2012    | -       | -      |
| 65                 | "Baixo terra"                     | Dimarts, 24 de gener de 2012    | 160.000 | 14,2%  |
| 66                 | "Os tempos están cambiando"       | Dimarts, 31 de gener de 2012    | -       | -      |
| 67                 | "Eu son Mateo Veloso!"            | Dimarts, 7 de febrer de 2012    | -       | -      |
| 68                 | "Jaime Gandolfi despídese de vós" | Dimarts, 14 de febrer de 2012   | -       | -      |
| 69                 | "Sacrificios"                     | Dimarts, 21 de febrer de 2012   | -       | -      |
| 70                 | "Sen carga"                       | Dimarts, 28 de febrer de 2012   | -       | -      |
| 71                 | "Identidade secreta"              | Dimarts, 6 de març de 2012      | -       | -      |
| 72                 | "Soltando lastre"                 | Dimarts, 13 de març de 2012     | -       | -      |
| 73                 | "O obxectivo"                     | Dimarts, 20 de març de 2012     | -       | -      |
| Especial           | "Requiem"                         | Dimarts, 27 de març de 2012     | -       | -      |
| 74                 | "Promesas cumplidas"              | Dimarts, 3 d'abril de 2012      | 234.000 | 20,6%  |
| TEMPORADA ESPECIAL |                                   |                                 |         |        |
| Especial           | "Ano 1: A familia"                | Dimarts, 11 de setembre de 2012 | -       | -      |
| Especial           | "Ano 2: Traizóns"                 | Dimarts, 18 de setembre de 2012 | -       | -      |
| Especial           | "Ano 3: Identidades"              | Dimarts, 25 de setembre de 2012 | -       | -      |
| CINQUENA TEMPORADA |                                   |                                 |         |        |
| 75                 | "Son Carmelo Matalobos"           | Dimarts, 2 d'octubre de 2012    | 175.000 | 16,2%  |
| 76                 | "Non hai mentiras piadosas"       | Dimarts, 9 d'octubre de 2012    | -       | -      |
| 77                 | "Non hai inocentes"               | Dimarts, 16 d'octubre de 2012   | -       | -      |
| 78                 | "Primeira páxina"                 | Dimarts, 23 d'octubre de 2012   | -       | -      |
| 79                 | "O cuarto poder"                  | Dimarts, 30 d'octubre de 2012   | -       | -      |
| 80                 | "Todos me queren ver morto"       | Dimarts, 6 de novembre de 2012  | -       | -      |
| 81                 | "Para o que serven os amigos"     | Dimarts, 13 de novembre de 2012 | -       | -      |
| 82                 | "Miserias"                        | Dimarts, 20 de novembre de 2012 | -       | -      |
| 83                 | "Perfecto culpable"               | Dimarts, 27 de novembre de 2012 | -       | -      |
| 84                 | "Dúas horas no inferno"           | Dimarts, 4 de desembre de 2012  | -       | -      |
| 85                 | "Dúas balas"                      | Dimarts, 11 de desembre de 2012 | -       | -      |
| 86                 | "30 millóns de euros"             | Dimarts, 8 de gener de 2013     | -       | -      |
| 87                 | "Non volvas a vista atrás"        | Dimarts, 15 de gener de 2013    | 234.000 | 19%    |

## Premis i candidatures
Premis Ondas
| Any  | Categoria                                                 | Persona/s                                                 | Resultat |
| ---- | --------------------------------------------------------- | --------------------------------------------------------- | -------- |
| 2009 | Millor programa emès per emissores o cadenes no nacionals | Millor programa emès per emissores o cadenes no nacionals | Candidat |

Premis Mestre Mateo
| Any  | Categoria                                     | Persona/s                                              | Resultat    |
| ---- | --------------------------------------------- | ------------------------------------------------------ | ----------- |
| 2009 | Millor sèrie de televisió                     | Millor sèrie de televisió                              | Guanyadora  |
| 2009 | Millor interpretació masculina protagonista   | Luis Iglesia                                           | Candidat    |
| 2009 | Millor interpretació femenina protagonista    | Luisa Merelas                                          | Candidata   |
| 2009 | Millor interpretació masculina de repartiment | Xabier Deive                                           | Candidat    |
| 2009 | Millor interpretació femenina de repartiment  | Camila Bossa                                           | Guanyadora  |
| 2009 | Millor guió                                   | Carlos Portela Víctor Sierra Alberto Guntín José Rubio | Candidats   |
| 2009 | Millor realització                            | Toño López Jorge Saavedra                              | Guanyadores |
| 2009 | Millor direcció artística                     | Antonio Pereira                                        | Candidat    |
| 2009 | Millor disseny de vestuari                    | Saturna                                                | Candidata   |
| 2009 | Millor maquillatge i perruqueria              | Natalia Arcay Beatriz Vázquez                          | Candidat5s  |
| 2010 | Millor sèrie de televisió                     | Millor sèrie de televisió                              | Guanyadora  |
| 2010 | Millor interpretació masculina protagonista   | Luis Iglesia                                           | Candidat    |
| 2010 | Millor interpretació femenina protagonista    | Luisa Merelas                                          | Candidata   |
| 2010 | Millor interpretació femenina protagonista    | Carolina Vázquez                                       | Candidata   |
| 2010 | Millor guió                                   | Carlos Portela Víctor Sierra Alberto Guntín José Rubio | Candidats   |
| 2010 | Millor realització                            | Jorge Saavedra Iván Seoane                             | Guanyadors  |
| 2010 | Millor direcció de producció                  | Ana Míguez                                             | Candidata   |

- Esment Especial de la Guàrdia Civil per "el rigor i la labor divulgativa realitzada sobre l'institut armat".[5]
- Premi Circom 2012 com a millor ficció europea